# Gruda (stam)

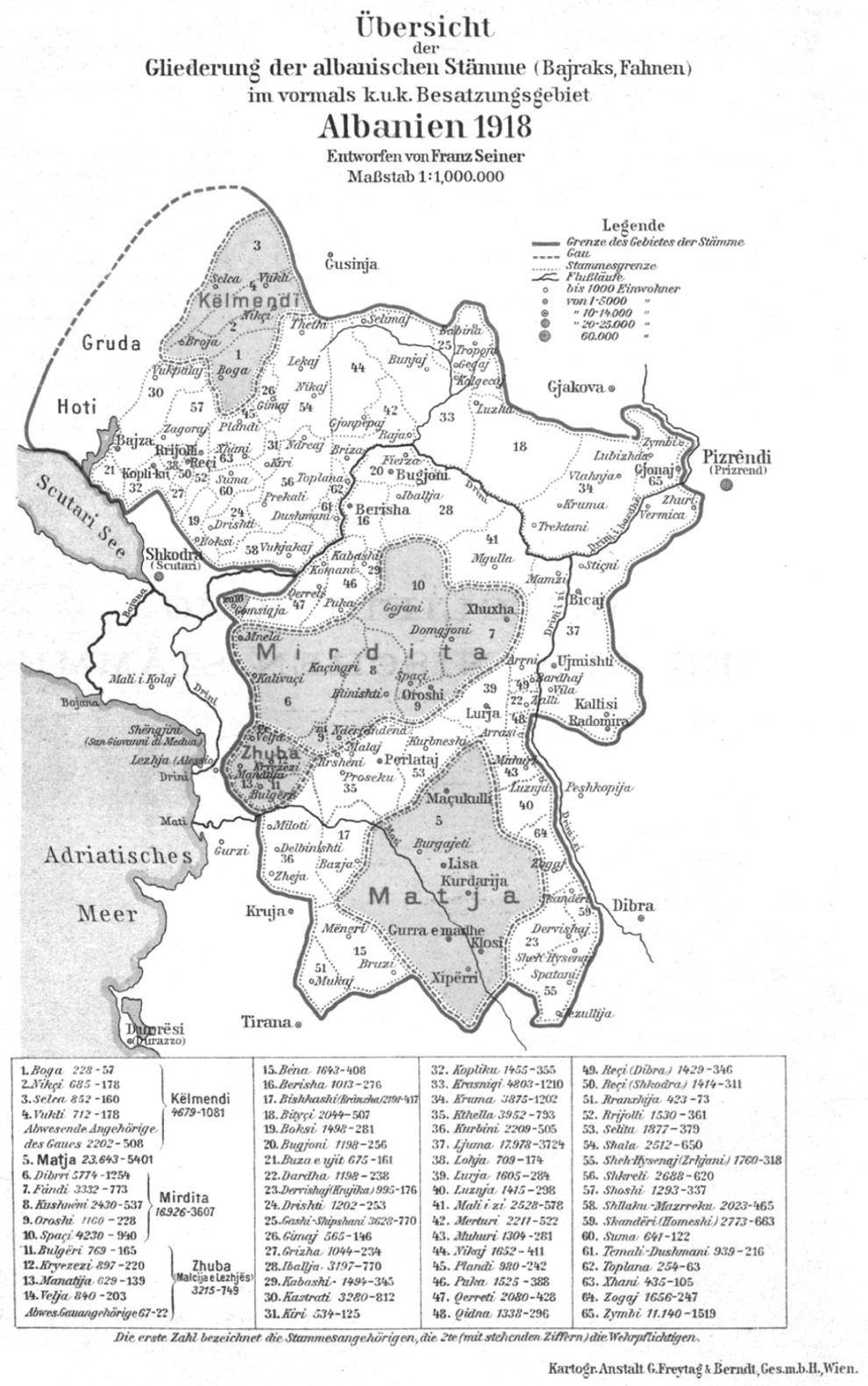
Gruda längst upp åt vänster.

Gruda, (albanska: Gruda) är en historisk stam och region i Malsia e Madhe i södra Montenegro.

## Historia
Gruda nämns 1485 som Nahiye (distrikt) i Sanjak av Shkodra. 
1499, startade Gruda och Hoti revolt mot osmanska riket på grund av de höga skatterna. 

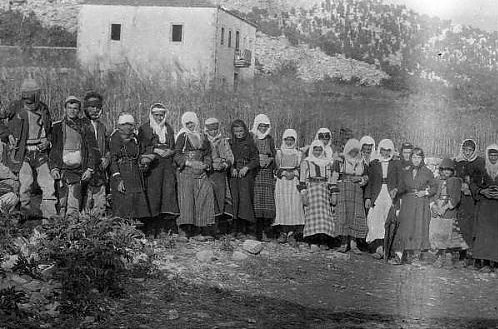
Gruda 1913.

1913 tilldelades Gruda och Hoti till Montenegro av stormakterna. Efter att ha tilldelats invaderade Montenegro Gruda den 30 maj 1913. Efter hård motstånd och många döda, försökte Nikola I av Montenegro muta stamledarna på sin sida genom att ge pengar, men de vägrade. Som reaktion på ockupationen, skickade stamledaren av gruda deputation till Sir Cecil Burney, att inte ge Gruda till Montenegro utan att få vara inom Albaniens gränser. Men efter ett halvår hade Montenegro full kontroll över stammarna. De flesta bosättningar i Gruda var jämnad med marken och över 700 familjer från Gruda och Hoti flydde till Albanien.

## Antropologi
Efter att osmanerna hade besegrat Ivan Crnojevic 1477, bosatte sig familjer från Berisha, Piperi och från Herzegovina i Gruda. 
Det finns flera små klaner i gruda men de största är Vuksan Gjela och Berisha klanen.
Berisha
Berishaj klanen härstammar från en viss Priftaj, som emigrerade från Shala.
Vuksan Gjela
I muntlig tradition sägs att en viss Vuksan Gjela rymde från Suma nära Shkodra till Gruda 1550 på grund av blodsfejd.

## Demografi
I en rapport 1614, skriven av Mariano Bolizza, fanns det 40 hushåll 100 män redo för strid.

## Religion

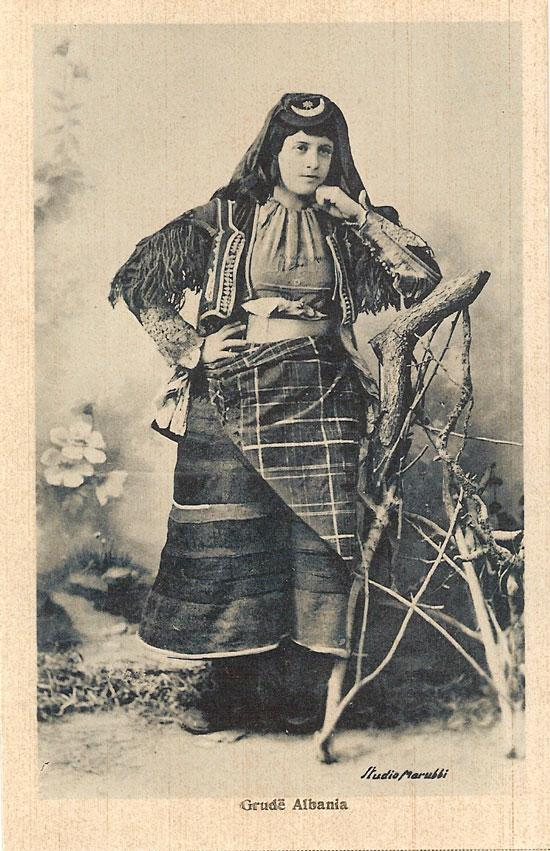
En kvinna från Gruda.

Gruda var katoliker innan den osmanska erövringen av balkan. Med tiden konverterade många till Islam. Katolikerna bildar en majoritet i de flesta bosättningar i Gruda. Muslimer utgör en majoritet i Haxhaj, Dinosha och Milesh.

## Kända personer från Gruda
- Baca Kurti - stamledare av gruda.
- Sokol Baci - stamledare av gruda.
- Tringë Smajli - känd som den albanska Jeanne d'arc.
- Smajl Martini - flag bärare av grudastammen.
- Nokë Sinishtaj - albansk författare
- Pjeter Maloka - skådespelare
- Franjo Lulgjuraj - Borgmästare av Tuzi
- Adrian Lulgjuraj - musiker
- Gjelosh Gjokaj - konstnär